# VG247
VG247(표기: VG24/7)는 영국의 비디오 게임 전용 블로그이다. 2008년 2월 패트릭 개랫이 제작해 영어, 이탈리아어, 폴란드어 및 튀르키예어로 제공되고 있다.

## 역사
VG247는 게임 전문기자 패트릭 개랫과 유로게이머 네트워크간의 협력으로 2008년 2월 1일에 설립됐다. 미국의 코타쿠나 조이스티크처럼 게임 뉴스를 전문으로 다루며 이 분야에서는 영국 최초였다. 초기에는 게임 리뷰를 하지 않고 뉴스, 프리뷰와 인터뷰를 위주로 운영했으며, 개랫만이 유일한 기자였으나 이후 마이크 보덴과 네이선 그래이슨같은 인물들이 합류했다.
2019년 9월부터 게임마다 5개 별을 만점으로 점수를 부여하는 리뷰 시스템을 채택했다.

## 수상
VG247는 2008년과 2009년 연속으로 게임스 미디어 어워즈에서 '최고의 웹사이트' 및 '최고의 온라인 블로그' 부문에 후보로 올랐으며, 이중 2009년 '최고의 온라인 블로그'에서 수상됐다. 사이트 제작자 패트릭 개랫은 '최고의 전문 온라인 기자'를 수상했다.